# Robinhood (công ty)
Robinhood Markets, Inc. là một công ty dịch vụ tài chính của Mỹ có trụ sở chính tại Menlo Park, California. Robinhood là nhà môi giới-đại lý được FINRA quản lý, đã đăng ký với Ủy ban Chứng khoán và Giao dịch Hoa Kỳ và là thành viên của Công ty Bảo vệ Nhà đầu tư Chứng khoán. Doanh thu của công ty đến từ ba nguồn chính: tiền lãi thu được từ số dư tiền mặt của khách hàng, bán thông tin đơn đặt hàng cho các nhà giao dịch tần suất cao (một thông lệ mà sau này là lý do SEC đã mở cuộc điều tra chính công ty này vào tháng 9 năm 2020)  và cho vay ký quỹ. Tính đến năm 2020, Robinhood có 13 triệu người dùng.

## Lịch sử
Robinhood được thành lập vào tháng 4 năm 2013 bởi Vladimir Tenev và Baiju Bhatt, những người trước đó đã xây dựng các nền tảng giao dịch tần suất cao cho các tổ chức tài chính ở Thành phố New York. Tên của công ty xuất phát từ sứ mệnh "cung cấp cho mọi người quyền tiếp cận thị trường tài chính, không chỉ những người giàu có". Tenev lưu ý rằng việc thực hiện giao dịch chi phí môi giới chỉ là "một phần nhỏ của xu" nhưng họ thường tính phí từ 5 đến 10 đô la cho mỗi giao dịch, cũng như yêu cầu tài khoản tối thiểu là 500 đến 5.000 đô la.
Công ty đã giới thiệu công khai ứng dụng của mình lần đầu tiên tại LA Hacks, sau đó chính thức ra mắt ứng dụng vào tháng 3 năm 2015.